# Jerónimo Salas Malo de Esplugas
Jerónimo Salas Malo de Esplugas Salmerón (Caminreal, 18 de marzo de 1599-Albarracín 10 de noviembre de 1664) fue un religioso y escritor español.

## Biografía
Nacido en Caminreal, era parte de los Salas, familia infanzona de la localidad. La familia Malo era en cambio originaria de Molina de Aragón. Jerónimo fue el hermano menor de Juan Salas Malo de Esplugas, un exitoso religioso. Tuvo también una hermana llamada Juana, cuya boda extendía los lazos familiares en la región de forma que influiría posteriormente en la vida de Jerónimo.
Jerónimo fue en cambio destinado a una carrera militar, estudiando Filosofía en Zaragoza y alcanzando el rango de capitán de caballería. Durante su servicio de armas coincidió con el que luego sería su sucesor, Antonio Agustín Soria. También del periodo se conservan unos poemas con los que participó en un certamen de 1619. Estos, escritos en un estilo típico del Barroco aragonés, han sido tildados de escasa calidad literaria.
Sin embargo, Jerónimo cambió también a una carrera religiosa y su hermano, que ocupaba un puesto en Roma, le logró primero un priorato en dicha ciudad italiana y luego un deanato en Albarracín. Fue así deán de Albarracín durante tres décadas bajo diferentes obispos hasta que tras la muerte de Martín de Funes en 1654 fue propuesto para sucederle. Durante su etapa como deán se le atribuye un carácter austero y benéfico. Aunque propuesto por el rey en el propio 1654, los distintos trámites administrativos y eclesiásticos retrasaron su investidura como obispo hasta septiembre de 1655. Su elección fue seguida de una visita pastoral a su diócesis del mismo año y de un sínodo diocesano en 1657.
En el gobierno de su nueva diócesis se apoyó en Francisco Jarque, con el que le unían lazos familiares a través de su hermana Juana y que le sucedió como deán. Bajo Salas Malo adquirió un gran poder en Albarracín. Pese a ello, la relación entre obispo y cabildo fue cordial durante todo su episcopado. Salas Malo también practicó una austera política económica, exigiendo diezmos atrasados y recortando gastos. Igualmente defendió los intereses del obispado frente a la nobleza y la administración civil.
De su episcopado se recuerda especialmente su devoción a la Virgen y a la advocación del Pilar, que se remontaba a su estancia en Roma y se vio reforzada por salvarse de un naufragio cuando volvía con una imagen de la Virgen de una visita ad limina en 1658. Salas Malo fundó una capilla con esa advocación en la catedral de Albarracín, una capellanía en su localidad natal y una cofradía del Pilar en su diócesis. Asimismo mantuvo una relación epistolar con la mística María de Jesús de Ágreda, también promotora del culto a la Virgen.
Salas Malo delegó en cambio las sucesivas visitas pastorales de 1659 y 1662 en Jarque. Salas Malo también celebró un segundo sínodo, cuyo año no se ha conservado lo que ha llevado a los autores a especular con que fue de escaso alcance. Fue también autor de varias cartas pastorales y textos religiosos.
Falleció el 9 de noviembre de 1664, siendo enterrado en la capilla del Pilar de la catedral de Albarracín que había mandado construir. Francisco Jarque compuso una elegía en su honor.